# 프랭크 제인

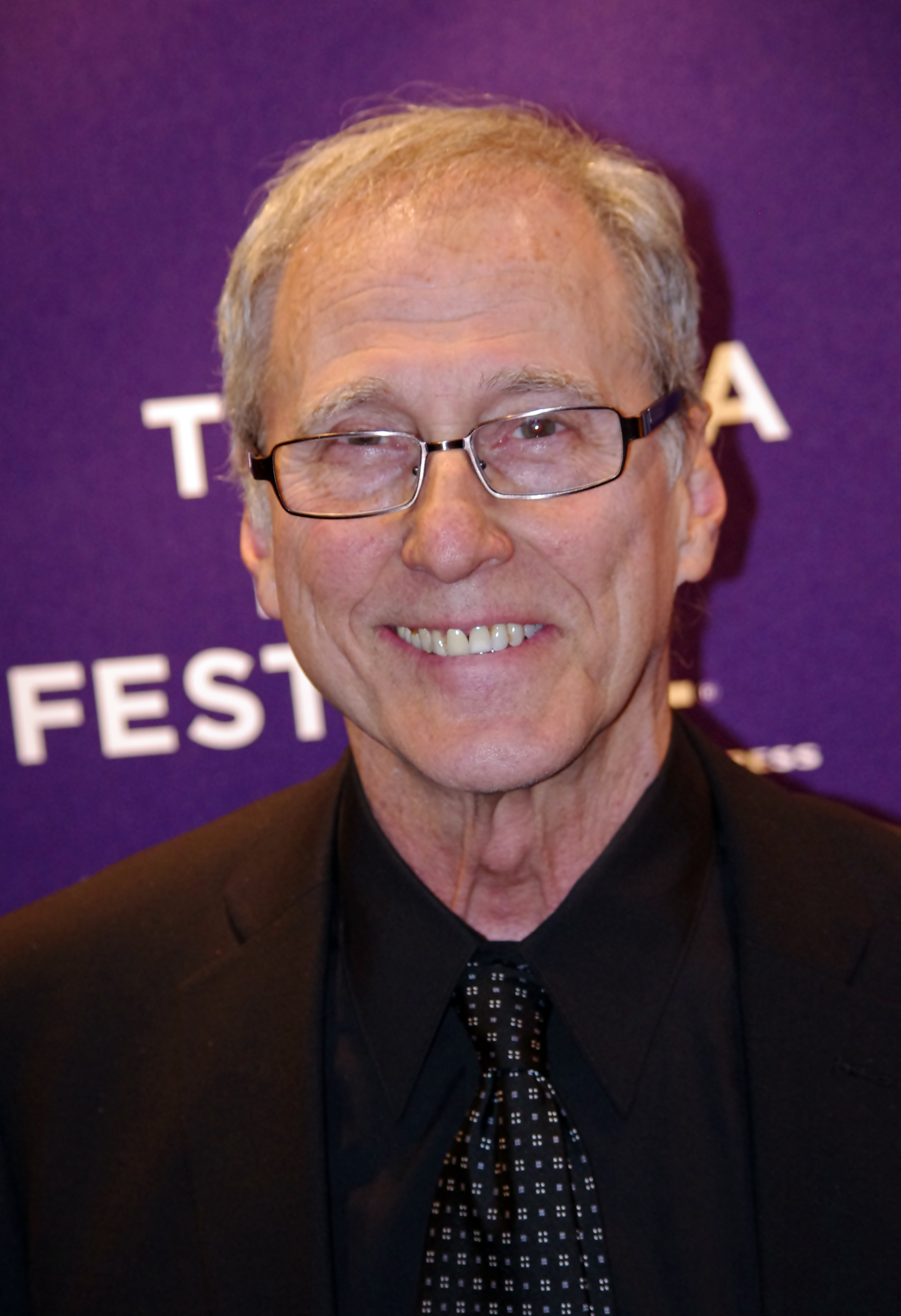

프랭크 제인(Frank Zane, 1942년 6월 28일 ~ )은 미국의 보디빌더로, 1977년부터 1979년까지 3회 미스터 올림피아에서 우승을 하였다.